# Elliptio folliculata
Elliptio folliculata é uma espécie de bivalve da família Unionidae.
É endémica dos Estados Unidos da América.